# موركون
موركون (بالإيطالية: Morcone)‏ هي بلدية تنتمي لمقاطعة بينيفينتو بمنطقة كامبانيا الإيطالية، وتبعد حوالي 70 كم شمال شرق نابولي و25 كم من شمال غرب بينيفنتو. تشمل موركون بلدات كانيبينو وكوفيانو وكوست وتور وفوشي وبيانا.
تقع موركون على حدود بلديات كامبولاتارو، سيرسيماجيوري، سيريتو سانيتا، كيركيلو، بيتراروجا، بونتلاندولفو، سانتا كروتشي ديل سانيو، ساسينورو، سيبينو.

## جغرافيا
يمكن الوصول إلى موركون بالقطار من مدينة بنبنت أو باستعمال السيارة من كمبباسة، يمكن الوصول إليها من طريق الولاية إس إس 87 (سانيتيكا) الذي يربط نابولي في كامبوباسو. أقرب مطار للبلدة هو مطار نابولي. تقع المدينة في جبال ماتيزي، على المنحدرات شديدة الانحدار لجبل موكر، وتطل على وادي نهر تامارو. يرجع أصل التسمية لمصطلح "جبل موكر" (بالإيطالية: Mount Mucre)‏، الذي تطور وأصبح لاحقًا موكرون ثم موركون.

## تاريخ

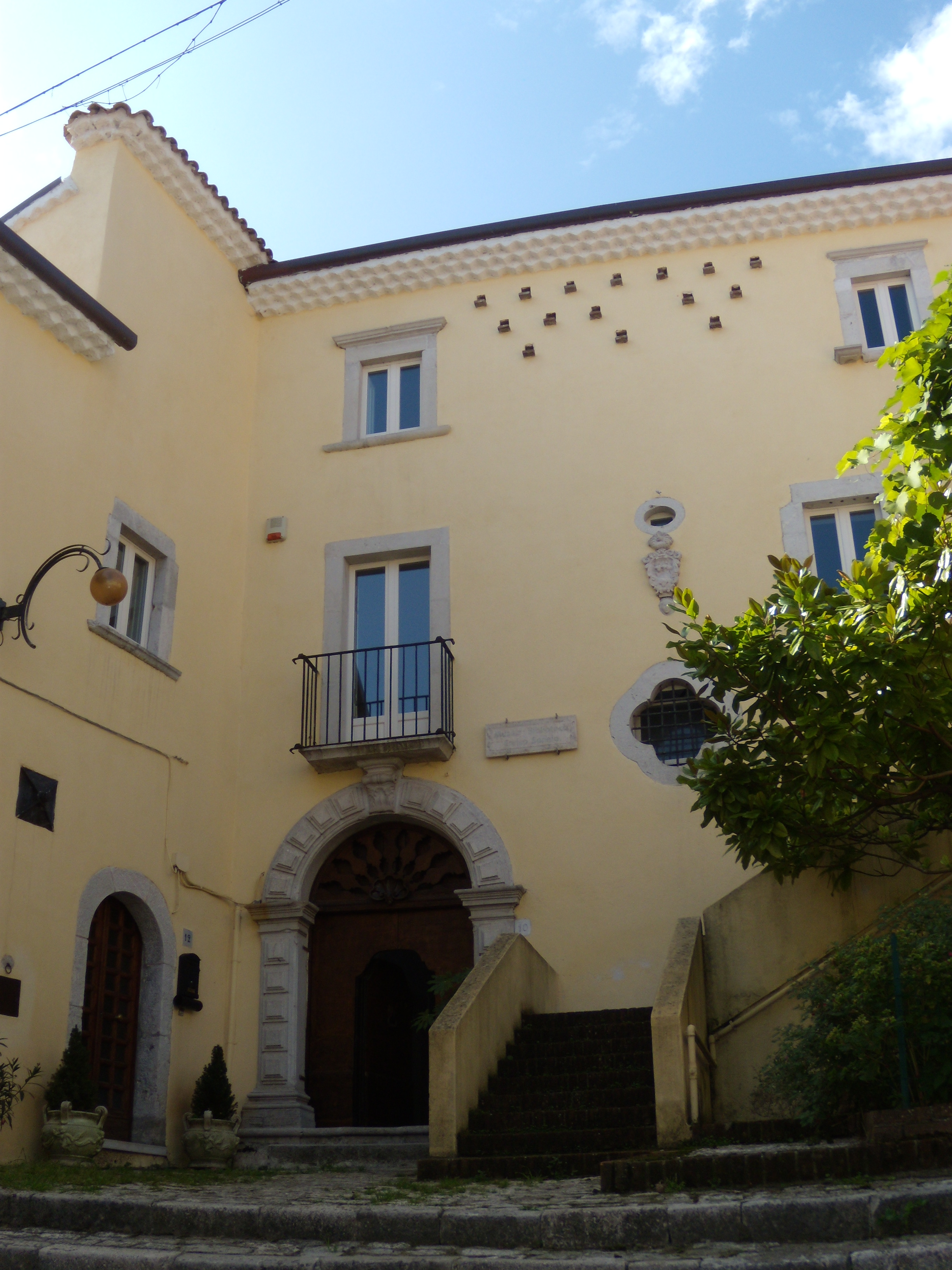
مكتبة ومتحف موركون.

تأسست موركون الحديثة على مستوطنة لشعوب سابيليانز القديمة، يرجح أن المستوطنة كانت تدعى قرية "موكر". ولا تزال بقايا القرية موجودة حتى اليوم، بما في ذلك حصن يعود تاريخه إلى القرن الخامس أو السادس قبل الميلاد والذي تم استخدامه لاحقًا كأساس لجدران القلعة.
تم ذكر المدينة لأول مرة في عام 776 بعد الميلاد عندما كانت مقرًا لقبيلة لومبارديون.
من 1058 إلى 1122، شكلت موركون أبرشية للكنيسة الكاثوليكية.
في عام 1122 ظهر أول ذكر للقلعة التي لجأ إليها الكونت جيوردانو من أريانو بعد هزيمته على يد النورمان.
في عهد روجر الثاني ملك صقلية، أصبحت موركون خاضعة للحكم الملكي وتم سن مجموعة من القوانين التي منحتها مارغريت ديورازو.
بعد إلغاء الإقطاع في عام 1806، أصبحت مقاطعات جايتاني وكارافا ودابونتي وباجليوني جزءًا من مقاطعة موليز، وفي عام 1861 مقاطعة بنبنت.

## المعالم السياحية الرئيسية

### مركز المدينة
ينتشر المركز التاريخي لمدينة موركون على شكل مروحة عبر تل جبل موكر، مع بقاء القلعة في القمة. يوجد العديد من الشوارع والمسارات الضيقة والمتعرجة بين المنازل في البلدة. دمر زلزال عام 1980 العديد من المباني الحضرية. تم بعد ذلك تجديد كنيسة سانت مارك وقاعة المدينة، مما جلب المزيد من الأساليب المعمارية الحديثة إلى المدينة. بوابة سان ماركو هي بوابة المدينة الوحيدة المتبقية اليوم.

### قلعة وأطلال سامنيت

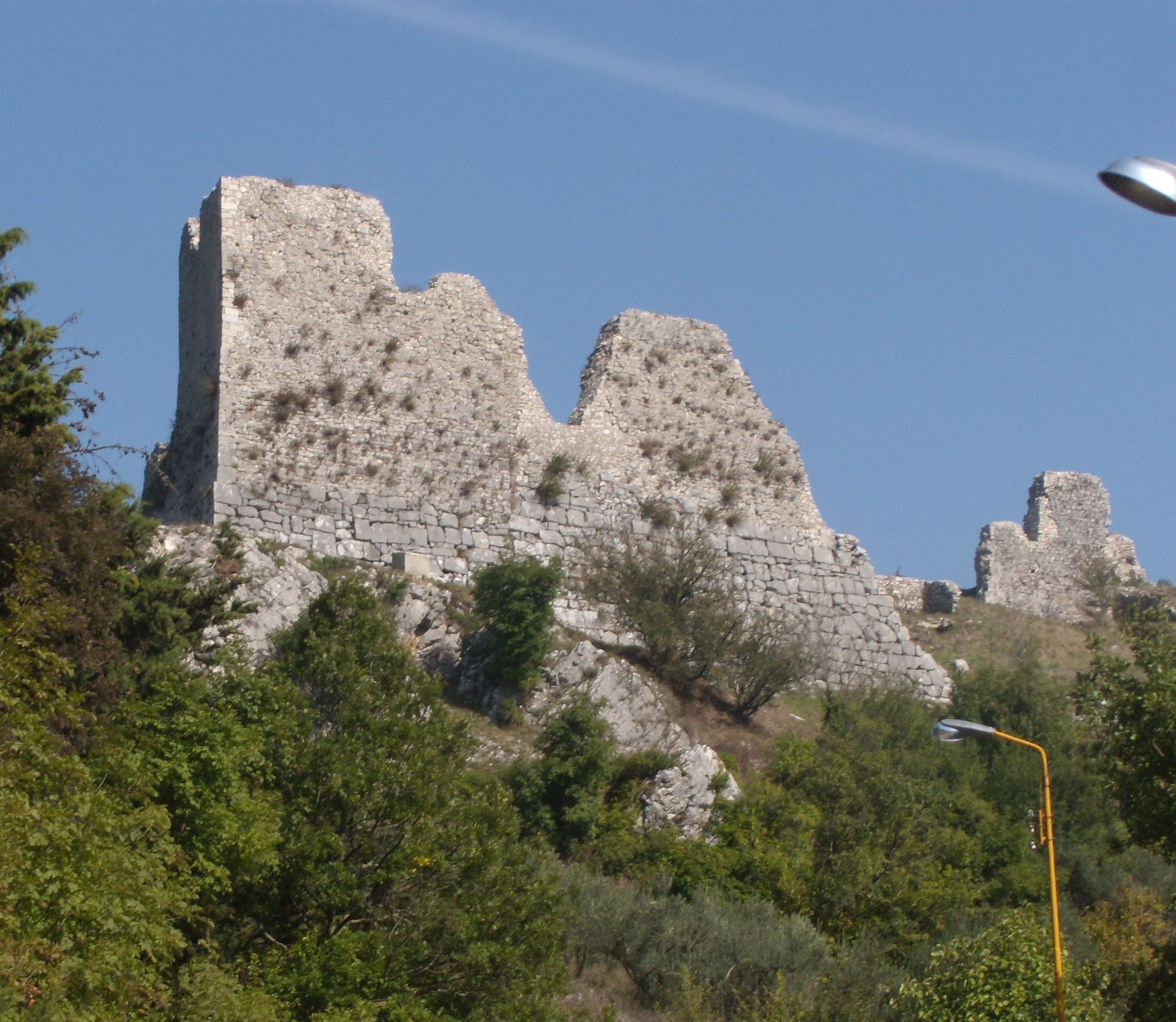
بقايا قلعة سامنيت

تقع القلعة على قمة تل المدينة، وتهيمن استراتيجيًا على المناظر الطبيعية المحيطة. من المحتمل أن تكون القلعة قد بُنيت في القرن العاشر، على الرغم من أن المراجع الأولى الموثقة ترجع تاريخ بنائها إلى عام 1122. تظهر أنقاض القلعة، التي تتكون في معضمها من أقسام من الجدران المحيطة، أنها بنيت على مستوطنة شعب سامنيت. الأساس مصنوع من كتل حجرية متعددة الأضلاع، وهي ميزة مشتركة بين جميع الهياكل المحصنة في القلعة. لا يزال مدخل القلعة، الذي يتكون من بوابة ذات قوس مدبب، قائماً حتى اليوم.

### مشاهد أخرى
جدران تعود للعصر السامنتي (القرن الرابع قبل الميلاد)

## المدن التوأم
- بينيلا، البرتغال

## وصلات خارجية
- الموقع الرسمي
- موقع مكتب موركون السياحي